# Zygmunt Malanowicz
Zygmunt Malanowicz (Korkożyszki, 4 febbraio 1938 – Katowice, 4 aprile 2021) è stato un attore polacco.
È apparso in oltre 30 film tra il 1962 e il 2020.

## Filmografia parziale
- Il coltello nell'acqua (Nóż w wodzie), regia di Roman Polański (1962)
- Barriera (Bariera), regia di Jerzy Skolimowski (1966)
- Caccia alle mosche (Polowanie na muchy), regia di Andrzej Wajda (1969)
- Paesaggio dopo la battaglia (Krajobraz po bitwie), regia di Andrzej Wajda (1970)
- Znaky na drodze, regia di Andrzej Piotrowski (1970)
- Cserepek, regia di István Gaál (1981)
- All That I Love - Tutto ciò che amo (Wszystko, co kocham), regia di Jacek Borcuch (2009)
- The Lure (Córki dancingu), regia di Agnieszka Smoczyńska (2015)